# Eutropia (imię)
Eutropia – imię żeńskie pochodzenia greckiego, dość rozpowszechnione w Rzymie cesarskim. Składa się z członów: eu- – dobry i -trópos – obyczaj, i oznacza "niewiasta dobrych obyczajów". Istnieje kilka świętych katolickich o tym imieniu.
Eutropia imieniny obchodzi 15 czerwca, 15 września, 30 października i 14 grudnia.
Męski odpowiednik: Eutropiusz
Znane osoby noszące imię Eutropia:
- Eutropia – żona cesarza Maksymiana, matka cesarzowych: Fausty i Teodory,
- Eutropia – córka cesarza Konstancjusza I Chlorusa i jego drugiej żony - Teodory.